# إفراط في صيد الأسماك

مخطط بياني يوضح الزيادة الهائلة في كمية صيد أسماك القرش منذ عام 1950 وحتى عام 2011م

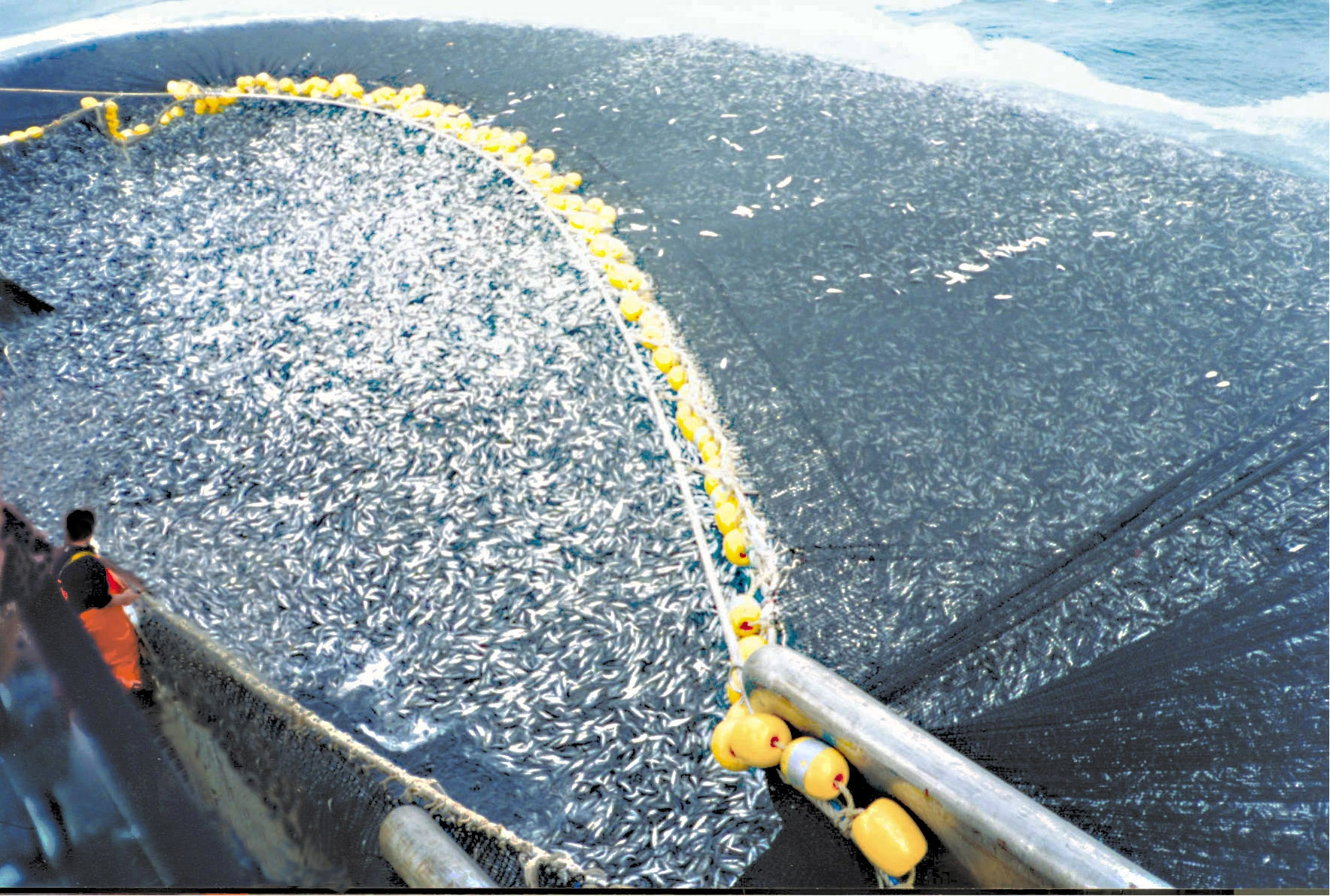
400 طن من أسماك الأسقمري الحصان اصطادتها شباك صيد تشيلية

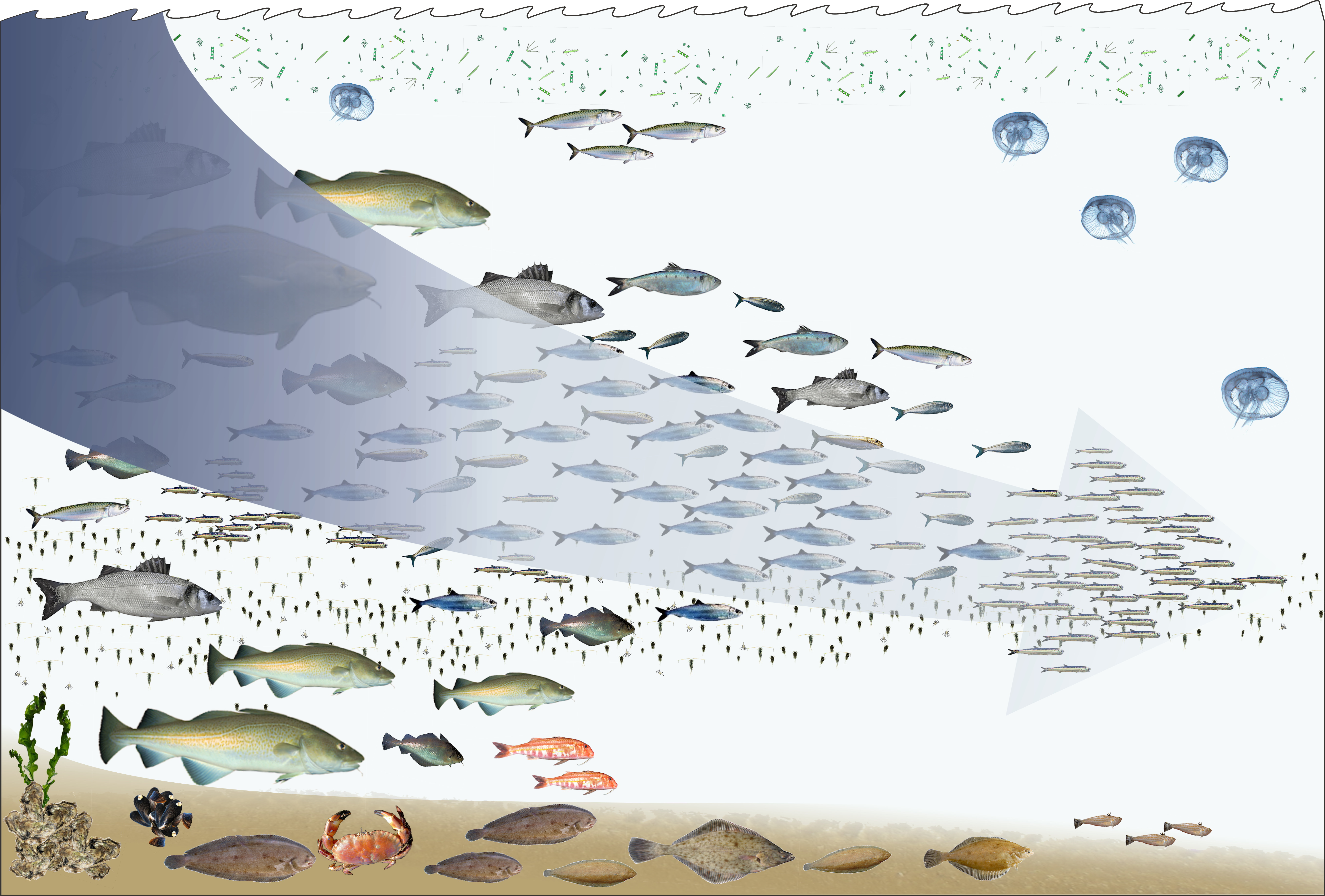
الصيد أسفل شبكة الغذاء

الإفراط في صيد السمك هي عملية تحدث عندما تؤدي أنشطة الصيد إلى انخفاض مستويات مخزونات الأسماك إلى ما دون المستوى المقبول، وهذه العملية يمكن أن تحصل في أي مسطح مائي سواء أكان هذا المسطح المائي بحيرةً أو محيطاً. هذه العملية تؤدي في النهاية إلى استنفاذ الموارد السمكية وربما انقراض عدد من أصناف الأسماك المعرضة لهذه العملية. كما ان هذه العملية قد أدت إلى زعزعة النظام البيئي البحري بشكل كامل كما حصل في حالات الإفراط في صيد أسماك القرش.
قدرة الموارد السمكية على العودة لمستوياتها الاصلية تعتمد أيضاً على العوامل الإيكولوجية والبيئية الأخرى وما إذا كانت ستسمح لها بالنمو مرة أخرى. التغيرات الهائلة في النظم البيئية الناجمة عن عملية الإفراط في الصيد تؤدي إلى فقدان التوازن في النظام البيئي وبروز أصناف أخرى من الكائنات البحرية مما قد يمنع الأصناف المستهدفة في عملية الصيد من البروز مرة أخرى وهو ما يعرف بعملية التحول في النظام الإيكولوجي. فعلى سبيل المثال، القضاء على أسماك الشبوط من خلال الإفراط في الصيد قد يؤدي إلى نمو غير اعتيادي في نسبة سرطان الماء مما يمنع أسماك السلمون من النمو والتكاثر في هكذا البيئة.
انتشر الصيد المكثف من مناطق قليلة مركزة ليشمل جميع مصايد الأسماك تقريبًا، منذ نمو شركات الصيد العالمية بعد خمسينيات القرن العشرين. يدمر تجريف قاع المحيط في عملية صيد السمك بجارفة القاع الشعاب المرجانية والإسفنج والأنواع الأخرى المعمرة التي لا تتعافى بسرعة، والتي توفر موئلًا لأنواع مصايد الأسماك التجارية. يغير هذا التدمير عمل النظام البيئي ويمكن أن يغير بشكل دائم تكوين الأنواع والتنوع الحيوي. يعاد عادةً الصيد العرضي، أنواع غير مقصودة ملتقطة في أثناء الصيد، إلى المحيط فقط ليموت بسبب الإصابات أو الانكشاف. يشكل الصيد العرضي نحو ربع إجمالي الصيد البحري. ففي حالة صيد الجمبري، يكون الصيد العرضي أكبر بخمس مرات من الجمبري الملتقط.
ذكر تقرير صادر عن منظمة الأغذية والزراعة في عام 2020 أنه «في عام 2017، صنفت 34% من الأرصدة السمكية في مصايد الأسماك البحرية العالمية على أنها صيد مفرط». تشمل خيارات التخفيف: التنظيم الحكومي، وإلغاء الدعم، وتقليل تأثير الصيد، وتربية الأحياء المائية وتوعية المستهلك.

## أمثلة وأدلة على الإفراط في صيد الأسماك

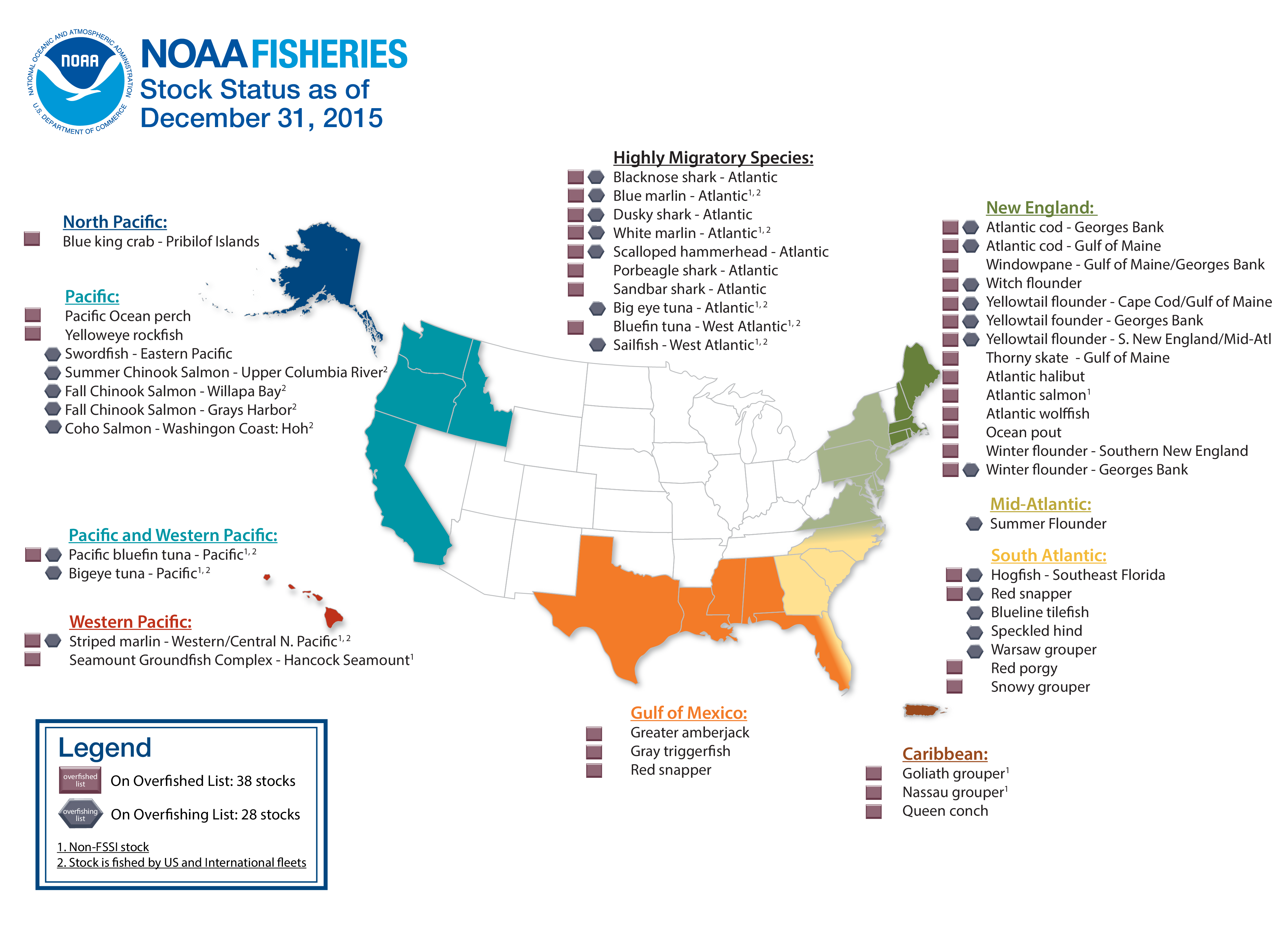
الإفراط في صيد الأسماك الأمريكية، 2015

توجد أمثلة على الإفراط في صيد الأسماك في مناطق مثل بحر الشمال، وغراند باكس في نيوفاوندلاند، وبحر الصين الشرقي. ثبت أن الإفراط في صيد الأسماك يعد كارثة بالنسبة للأرصدة السمكية في هذه المواقع، وبالنسبة لمجتمعات الصيد المعتمدة على النتاج أيضًا. فمصايد الأسماك، شأنها شأن الصناعات الاستخراجية الأخرى مثل الحراجة والصيد، معرضة للتفاعل الاقتصادي بين الملكية أو الإشراف والاستدامة، أو ما يعرف بتراجيديا المشاع.
- اصطاد السكان المحليون التونة في أعالي البحر الأدرياتيكي لقرون. ومنعت زيادة الصيد المجموعات الكبيرة من أسماك الكبريت من الهجرة إلى خليج ترييستي. اصطاد الصيادون في سانتا كروتشي وكونتوفيلو وباركولا آخر صيد تونة كبير في عام 1954.[4]
- انهارت مصايد البلمية (الأنشوفة) البيروفية الساحلية في السبعينات بعد صيد الأسماك المفرط وأدى موسم إلنينا[5] إلى استنزاف أسماك البلم إلى حد كبير من مياهها.[6][7] كان البلم موردًا طبيعيًا رئيسيًا في بيرو. في الواقع، أنتج في عام 1971 وحده 10.2 مليون طن متري من البلمية. ولكن، لم يتجاوز حجم صيد الأسطول البيروفي الأربعة ملايين طن في السنوات الخمس التالية، ما شكل خسارةً كبيرةً لاقتصاد بيرو.[8]
- يعد انهيار مصايد سمك القد قبالة نيوفندلاند،[9] وقرار كندا عام 1992 بفرض تعليق غير محدد على غراند بانكس، مثالًا مثيرًا على عواقب صيد الأسماك المفرط.[10]
- أصبحت مصايد سمك موسى في البحر الأيرلندي، وغرب القناة الإنجليزية، ومواقع أخرى تعاني من الصيد المفرط إلى حد الانهيار الفعلي، وذلك وفقًا لخطة عمل التنوع البيولوجي الرسمية لحكومة المملكة المتحدة. أنشأت المملكة المتحدة عناصر في هذه الخطة لمحاولة استعادة مصايد الأسماك، لكن التوسع في عدد السكان العالميين والطلب المتزايد على الأسماك قد وصل إلى نقطة يهدد فيها الطلب على الغذاء استقرار هذه المصايد، إن لم يكن بقاء الأنواع.[11]
- تتعرض العديد من أسماك أعماق البحار للخطر، مثل سمك الهلبوت البرتقالي وسمك السمور. تعد أعماق البحار مظلمة تمامًا تقريبًا وقريبة من التجمد وقليلة الطعام. تنمو أسماك أعماق البحار ببطء بسبب الغذاء المحدود، وبطء الأيض، ومعدلات التكاثر المنخفضة، ولا يصل العديد منها إلى مرحلة النضج التناسلي قبل 30 أو 40 عام. يحتمل أن يكون عمر شرائح سمك الهلبوت البرتقالي في المتجر 50 عامًا على الأقل. توجد معظم أسماك أعماق البحار في المياه الدولية، حيث لا توجد حماية قانونية. تصطاد جرافات الأعماق معظم أسماك الأعماق بالقرب من الجبال البحرية، حيث تتجمع للحصول على الطعام. يسمح التجميد السريع لجرافات الأعماق بالعمل لعدة أيام في كل مرة، وتستهدف مصايد الأسماك الحديثة الأسماك بكل سهولة.[12]
- انقرض سمك الجاحظ الأزرق في منطقة البحيرات العظمى منذ الثمانينيات. ظل سمك الجاحظ ذات قيمة تجارية حتى منتصف القرن العشرين، اصطيد نحو نصف مليون طن في الفترة الممتدة بين ثمانينات القرن التاسع عشر وأواخر خمسينات القرن العشرين، عندما انهار تعدادها، ويرجع ذلك غالبًا إلى مزيج من الصيد المفرط، والإثراء الغذائي البشري المنشأ، والمنافسة مع سمكة الهف العضاض المدخلة.
- أصدر الصندوق العالمي للطبيعة وجمعية علم الحيوان في لندن «تقرير الكوكب الأزرق الحي» في 16 سبتمبر 2015 والذي نص على حدوث انخفاض كبير بنسبة 74% في المخزونات العالمية من أسماك الإسقمريات المهمة مثل الإسقمري والتونة والبينيث بين عامي 1970 و2010، وانخفاض «أحجام أعداد الثدييات، والطيور، والزواحف، والبرمائيات والأسماك في العالم بمقدار النصف في المتوسط خلال 40 عامًا فقط.»[13]
- أدى الصيد الجائر لأسماك تونة المحيط الهادئ ذات الزعانف الزرقاء المهددة بالانقراض إلى بيع أعداد قليلة منها بأسعار خيالية. في يناير 2019، بيعت سمكة تونة تزن 278 كيلوجرامًا (612 رطل) مقابل 333.6 مليون ين، أو أكثر من 3 ملايين دولار أمريكي، أي 4,900 دولارًا أمريكيًا للرطل. يستخدم الصيادون، بدافع القيمة العالية للأسماك، تقنيات غير عادية لصيدها، ما يهدد تعدادها بالانهيار.[14]
- أسماك القرش والشفنينيات: تراجعت الوفرة العالمية لأسماك القرش والشفنينيات المحيطية بنسبة 71% منذ عام 1970، بسبب زيادة ضغط الصيد النسبي بمقدار 18 ضعفًا. وبالتالي، أصبحت ثلاثة أرباع الأنواع التي تتألف منها هذه المجموعة مهددة الآن بالانقراض.[15]
- وجدت دراسة أجريت في عام 2003 أنه، مقارنةً مع مستويات 1950، لم يتبق سوى بقايا فقط (في بعض الحالات، أقل من 10%) من جميع أرصدة المحيطات السمكية الكبيرة في البحار. تعد الأسماك المحيطية الكبيرة أنواع الموجودة في قمة السلسة الغذائية (مثل التونة وسمك القد وغيرها). انتقدت هذه المقالة لاحقًا لكونها خاطئة أساسًا، رغم أنه ما يزال هناك جدلًا كبيرًا حول ذلك، ويعتبر غالبية علماء مصايد الأسماك الآن النتائج غير ذات صلة بالنسبة لأسماك السطح الكبيرة (البحر المفتوح).[16]

## العواقب

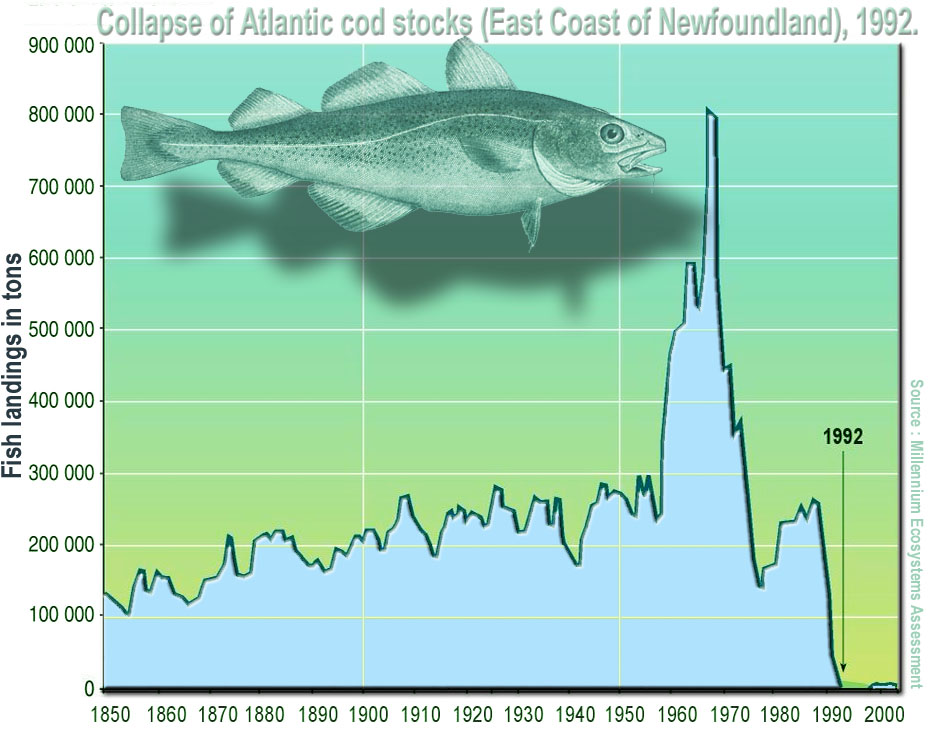
تعرضت مخزونات القد الأطلسي للصيد الجائر في السبعينات والثمانينات، ما أدى إلى انهيارها المفاجئ في عام 1992.

وفقًا لتقرير الأمم المتحدة لعام 2008، تخسر أساطيل الصيد في العالم 50 مليار دولار سنويًا بسبب الأرصدة المستنفدة وسوء إدارة مصايد الأسماك. ويؤكد التقرير، الذي أعده البنك الدولي بالاشتراك مع منظمة الأمم المتحدة للأغذية والزراعة (الفاو)، أنه يمكن التخلص من نصف أسطول الصيد العالمي دون تغيير في الصيد. بالإضافة إلى هذا، سمح للكتلة الحيوية للأرصدة السمكية العالمية بالانخفاض حتى نقطة لم يعد ممكنًا فيها صيد كمية الأسماك التي أمكن صيدها. ارتبط تزايد الإصابة بداء البلهارسيات في إفريقيا بانخفاض أنواع الأسماك التي تأكل الحلزونات الحاملة للطفيليات المسببة للأمراض. يهدد النمو الهائل لمجموعات قناديل البحر المخزونات السمكية، لأنها تتنافس مع الأسماك على الغذاء، وتأكل بيض الأسماك، وتسمم أو تحشد الأسماك، ويمكنها البقاء على قيد الحياة في البيئات المستنفدة للأكسجين حيث لا تستطيع الأسماك ذلك؛ لقد أحدثت دمارًا هائلًا في مصايد الأسماك التجارية. يقضي الصيد المفرط على منافس قناديل البحر الرئيسي ومفترسها، ما يؤدي إلى تفاقم تعداد قناديل البحر. وجد أن تغير المناخ وإعادة هيكلة النظام البيئي لعبا دورًا رئيسيًا في زيادة أعداد قناديل البحر في البحر الأيرلندي في التسعينات.